# Premio Brahms
El Brahms-Preis o Premio Brahms es una distinción honorífica alemana instaurada en 1988 por la Brahms-Gesellschaft Schleswig-Holstein (Sociedad Brahms de Slesvig-Holstein). Su objetivo es reconocer cada año la labor de artistas y/o instituciones que han contribuido de forma destacada a mantener vivo el legado cultural del compositor alemán Johannes Brahms. El galardón consiste en una dotación económica de 10.000 euros desde 2002. Hasta 1999 el premio en metálico era de 10.000 marcos alemanes y en 2000-2001 pasó a ser de 20.000 marcos alemanes.

## Ganadores
Desde 1988 estos han sido los galardonados con el Brahms-Preis:
- 1988: Leonard Bernstein, compositor y director de orquesta estadounidense, y la Filarmónica de Viena.
- 1990: Yehudi Menuhin, violinista y director de orchestra estadounidense.
- 1993: Lisa Smirnova, pianista austríaca.
- 1994: Philharmonie der Nationen.
- 1995: Hanno Müller-Brachmann, bajo-barítono alemán.
- 1996: Renate y Kurt Hofmann, profesores del Brahms-Instituto de Lübeck.
- 1997: Detlef Kraus, pianista.
- 1998: Dietrich Fischer-Dieskau, barítono alemán.
- 1999: Stephan Genz, barítono.
- 2000: Christian Tetzlaff, violinista alemán.
- 2001: Sabine Meyer, clarinetista alemana.
- 2002: Coro de Santo Tomás de Leipzig.
- 2003: Manfred Sihle-Wissel, escultor alemán de origen estonio.
- 2004: Lars Vogt, pianista alemán.
- 2005: Dresdner Kreuzchor.
- 2006: Musikhochschule de Lubeca y su Instituto Brahms.
- 2007: Thomas Quasthoff, barítono alemán.
- 2008: Simone Young, directora de orquesta australiana, y la Filarmónica de Hamburgo.
- 2009: Gerhard Oppitz, pianista alemán.
- 2010: Universidad de Kiel.
- 2011: Anne-Sophie Mutter, violinista alemana.
- 2012: Fauré Quartett, cuarteto con piano.
- 2013: Matthias Janz, director de coro alemán, y el Flensburger Bach-Chor.
- 2014: Benjamin Moser, pianista, y Johannes Moser, violonchelista alemán.
- 2015: Thomas Hengelbrock, director de orquesta alemán.[3]
- 2016: Christoph Eschenbach, pianista y director de orquesta alemán.[4]
- 2017: Herbert Blomstedt, director de orquesta sueco.[5]
- 2018: Christiane Karg, soprano alemana.[6]
- 2019: Pieter Wispelwey, violonchelista neerlandés, y Paolo Giacometti, pianista neerlandés de origen italiano.[7]
- 2020: Midori Gotō, violinista estadounidense.[8]
- 2023: Friederike Woebcken y el Madrigalchor Kiel.[9][10]
- 2024: Kent Nagano, director de orquesta estadounidense.[11]